# Оливето (Кротоне)
Оливето је насеље у Италији у округу Кротоне, региону Калабрија.
Према процени из 2011. у насељу је живело 22 становника. Насеље се налази на надморској висини од 43 м.